# Charles Bruneau
Charles Bruneau (Chooz, 19 de novembre de 1883 - París, 3 d'agost de 1969) fou un lingüista i filòleg francès.

## Vida i obra
Bruneau va créixer en una població, situada a l'anomenada "punta de Givet" que pertany a França però s'endinsa a les Ardenes belgues, on la llengua era el való (de les poques zones valones fora de Bèlgica) però la llengua de la resta de la regió francesa era el xampanyès. Això li desvetllà l'interès per la llengua. Per indicació de Jules Gilliéron va efectuar enquestes dialectològiques en tota la regió al voltant de Givet, tant a França com a Bèlgica.
Després dels estudis secundaris, es llicencià en Lletres a la Sorbona. Fou professor d'institut a Évreux (1906-10) i Reims (1910-1913). Durant aquest temps feu enquestes lingüístiques per les Ardenes amb un sistema d'enregistrament de veu, aleshores molt innovador. I el 1913 defensà les dues tesis doctorals, com a alumne de Jules Gilliéron i Ferdinand Brunot: Étude phonétique des patois d'Ardenne (Paris 1913) i La limite des dialectes wallon, champenois et lorrain en Ardenne (Paris 1913).
Després de la primera guerra mundial, el 1923, fou professor a la Universitat de Nancy com a professor de dialectologia lorenesa. El curs 1929-1930 fou professor al Bowdoin College a Brunswick (Maine). El 1934 obtingué la càtedra a la Sorbona, com a successor del seu mestre Ferdinand Brunot.
A la mort de Ferdinand Brunot (1938), va fer-se càrrec d'acabar la monumental Histoire de la langue française que havia iniciat Brunot i en va redactar els volums 12 i 13. També va reprendre el Précis de grammaire historique de la langue française de Brunot.
Durant la Segona Guerra Mundial estigué a la Resistència Francesa i fou empresonat a la presó de Fresnes. Després de la guerra fou encara rector de la Universitat de Bordeus i encara ensenyà un curs a Yale (USA).
Fou nomenat doctor honoris causa per les universitats de Durham i Lovaina. I membre corresponent de l'Académie Royale de Bèlgica (1953). Era oficial de la Legió d'Honor i rebé una condecoració per mèrits de guerra. A Charleville-Mézières l'"Institut Charles Bruneau" continua la recerca en dialectologia de les Ardenes i publica una revista.

## Obra
- Etude phonétique des patois d'Ardenne (1913)
- La limite des dialectes wallon, champenois et lorrain en Ardenne (1913)
- Enquête linguistique sur les patois d'Ardenne, tome I (París, 1914) i Enquête linguistique sur les patois d'Ardenne, tome II (París, 1926) [reimpresa a Ginebra, 1977)
- (Editor) Charles d'Orléans et la poésie aristocratique, Lyon 1924 (reimpressió Ginebra 1973)
- Manuel de phonétique (pratique), Paris 1927, 1931
- (Editor) La chronique de Philippe de Vigneulles, 4 volums, Metz 1927-1933
- Précis de grammaire historique de la langue française (amb Ferdinand Brunot), Paris 1933, 1937, 1949
- Grammaire française et exercices (amb Marcel Heulluy), Paris 1935
- Questions de grammaire française et de stylistique, Paris 1936
- Grammaire pratique de la langue française à l'usage des honnêtes gens (amb Marcel Heulluy), Paris 1938
- Histoire de la langue française des origines à 1900. vol. 12. L'Epoque romantique, Paris 1948; volum 13. L'époque réaliste, Paris 1953-1972
- Petite histoire de la langue française, 2 volums, Paris 1955-1958, 5a edició de Monique Parent i Gérard Moignet, Paris 1969-1970
- (editor amb Peter Schon) Studia Romanica. Hommage à la mémoire de Eugen Lerch. Gedenkschrift für Eugen Lerch, Stuttgart 1955